# اكتشاف الشذوذ
اكتشاف الشذوذ في تحليل البيانات، يُفهم عمومًا بأنه تحديد العناصر أو الأحداث أو الملاحظات النادرة التي تنحرف انحرافًا كبيرًا عن غالبية البيانات ولا تتوافق مع مجموعة محددة جيدًا في مفهوم السلوك الطبيعي. قد تثير مثل هذه الأمثلة الشكوك حول أن آلية مختلفة أنشأتْهَا أو تبدو غير متسقة مع بقية مجموعة البيانات تلك.
لاكتشاف الشذوذ تطبيقات في العديد من المجالات مثل الأمن السِّبراني والطب والرؤية الآلية والإحصاءات وعلم الأعصاب وإنفاذ القانون والاحتيال المالي على سبيل المثال لا الحصر. بُحث عن الحالات الشاذة في البداية بحثًا عن الرفض الواضح أو الإغفال من البيانات للمساعدة في التحليل الإحصائي، على سبيل المثال لحساب المتوسط أو الانحراف المعياري. أُزيلت أيضًا لتنبؤات أفضل من نماذج مثل الانحدار الخطي، وساعدت إزالتها مؤخرًا في تحسين أداء خوارزميات تعلم الآلة. ومع ذلك تُعد الحالات الشاذة نفسها في العديد من التطبيقات ذات أهمية وهي الملاحظات الأكثر رغبة في مجموعة البيانات بأكملها، والتي يجب تحديدها وفصلها عن الضوضاء أو القيم المتطرفة غير ذات الصلة.